# Nördliches Yan-Reich
Das Nördliche Yan-Reich (chinesisch 北燕, Pinyin Bĕiyàn; 407 oder 409-436) war ein Staat des Han-Volks während der Zeit der Sechzehn Reiche in China.
Alle Herrscher des Nördlichen Yan-Reiches riefen sich selbst zu „Kaisern“ aus.

## Herrscher des Nördlichen Yan-Reiches
| Tempelnamen | Postumer Name              | Familienname und Vorname              | Dauer der Herrschaft | Äranamen und ihre Dauer          |
| --- | -------------------------- | ------------------------------------- | -------------------- | -------------------------------- |
| Unbekannt | Huiyi (惠懿 Huìyì)         | 慕容云 Mùróng Yún1 oder 高云 Gāo Yún1 | 407-409              | Zhengshi (正始 Zhèngshǐ) 407–409 |
| Taizu (太祖 Taìzǔ) | Wencheng (文成 Wénchéng)   | 馮跋 Féng Bá                          | 409-430              | Taiping (太平 Taìpíng) 409–430   |
| existierte nicht | Zhaocheng (昭成 Zhāochéng) | 馮弘 Féng Hóng                        | 430-436              | Daxing (大興 Dàxīng) 431-436     |
| 1 Der Familienname von Gao Yun wurde zu Murong geändert, als er von den Murong adoptiert wurde. Rechnet man Gao Yun zu den Herrschern der Späteren Yan, würde die Nördliche Yan im Jahr 409 beginnen. Ansonsten beginnt sie im Jahr 407. |                            |                                       |                      |                                  |